# ناحية مركز عين العرب
نَاحِيَةُ عَيْنِ العَرَبِ هي الناحية المركزية لمنطقة عين العرب السورية وفيها مدينة عين العرب مركز الناحية والمنطقة. تتبع إداريّاً لمحافظة حلب، بلغ تعداد سكان الناحية 181.424 نسمة حسب التعداد السكاني لعام 2004.
تتألف المنطقة من 384 قرية صغيرة وعدد من النواحي الإدارية (صرين والشيوخ) وعدد سكانها أكثر من 44,821 نسمة حسب إحصاء.2004 ومدينة عين العرب مركز المنطقة مدينة تاريخية هامة في سورية، تاريخيا تنتشر في عين العرب الاوابد الأثرية التي تعود لحضارات سورية قديمة ارامية واشورية وغيرها، وفي عهد الانتداب الفرنسي في سوريا كانت عين العرب مركزا هاما اهتم بها الفرنسيون وخططوا شوارع المدينة وماتزال الكثير من المباني الفرنسية قائمة حتى اليوم مثل بعض الدوائر الحكومية الرسمية (السرايا-المدرسة الريفية-السينما-مقهى كرمان). إلا أن الكثير من التحف والآثار التاريخية القيمة نقلت إلى خارج المنطقة إما إلى خارج سوريا أيام الانتداب الفرنسي أو إلى متاحف سورية.

## بلدات وقرى ناحية مركز عين العرب
عين العرب، عزيزية، بابان، دوحة كبير، عين البط كبير، مزرعة صوفي كبير، سلامة كبير، بيجان، بئر عمر، الاستقامة، شيران، غريب، قرة حلنج، خزينة، الحباب، جيلك، شيخ جوبان، كرد، كأس، خراب ناس، خراب كورت، سلامة صغير، بيت لحم التحتاني، جبيلة تحتاني، تل الحجر التحتاني، مخاراج، الميدان، مزرداوود، مرشدبينار، كاني كوردان، ناف كرب، الناظرية، قوليه، القنطرة، قنطرة بيت سري، قروف، قولا، شران، الشروق، سوسان، طفش، تل غزال، تل حاجب، ظهيرة، بيت لحم الفوقاني، جبيلة فوقاني، سفتك فوقاني، تل حجر الفوقاني، زورافة، الزرقاء، زورمغار، زوغر، خربة العسل، كلمد، ميناس.